# Rivolte fiamminghe contro Massimiliano d'Austria
Le rivolte fiamminghe contro Massimiliano d'Austria furono due ribellioni che si ebbero nelle Fiandre nel periodo compreso tra il 1482 ed il 1492 da parte di diverse città che si rivoltarono contro il governo asburgico dell'area, condotto dall'arciduca Massimiliano d'Austria. Le rivolte vennero alimentate dal desiderio delle città di mantenere la loro autonomia che già avevano dibattuto con Maria la Ricca di Borgogna, e che Massimiliano suo marito ora tentava di intaccare. Le rivolte non ebbero mai il successo sperato.

## Sfondo storico

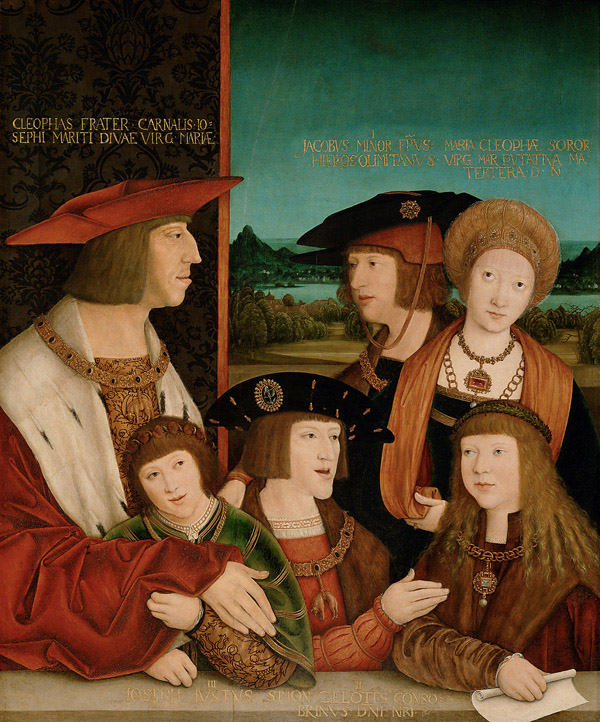
Massimiliano I, Filippo il Bello e Maria la Ricca (dietro) in un dipinto di Bernhard Strigel.

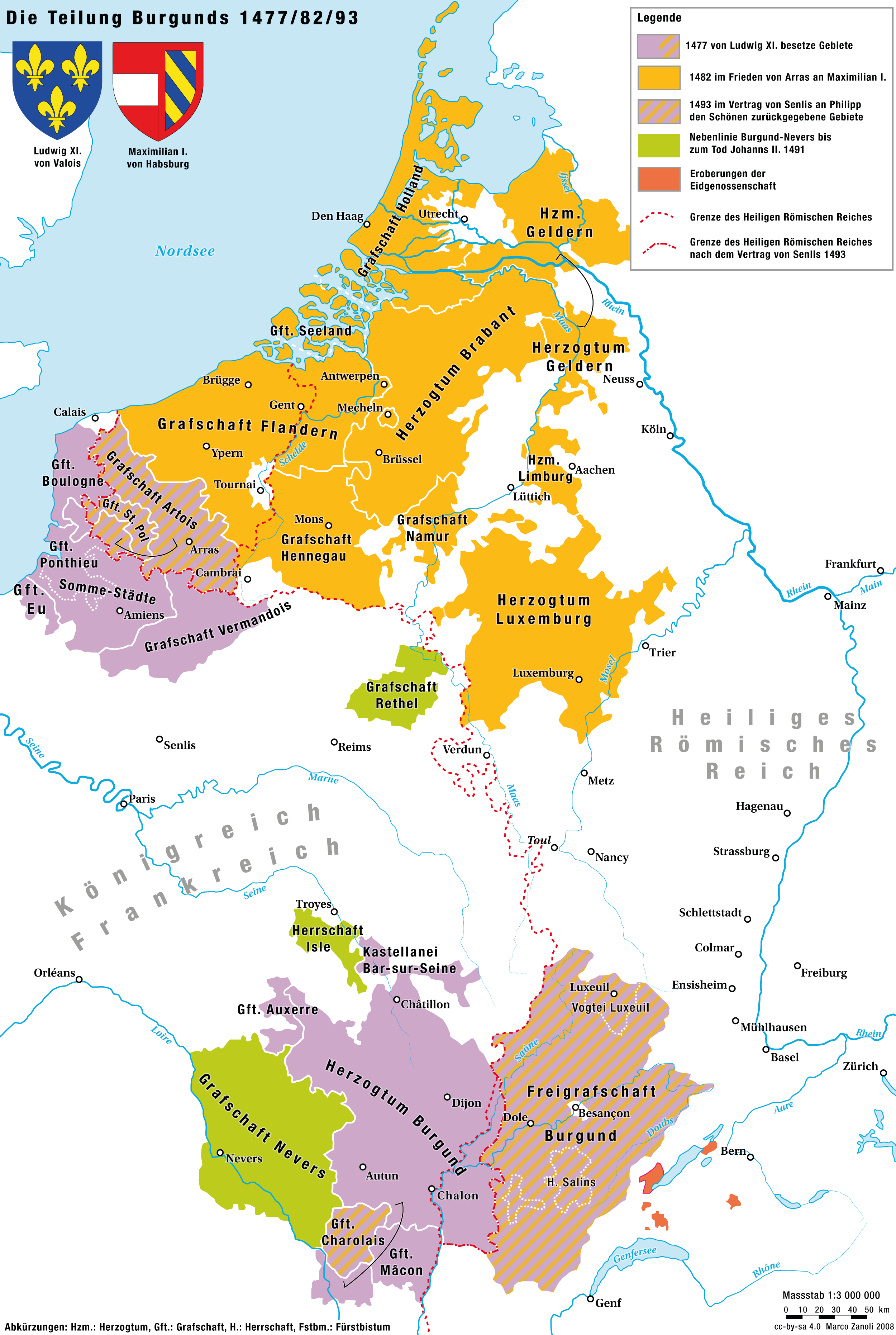
Divisione dei possedimenti borgognoni tra Francia e gli Asburgo, 1477/1482/1493.

Alla fine del XV secolo le Fiandre si trovavano sotto il governo borgognone. Quando il duca borgognone Carlo il Temerario morì in battaglia nel 1477, i suoi territori passarono a sua figlia Maria la Ricca. Le città dei Paesi Bassi ed i loro Stati Generali chiesero a Maria di siglare un trattato, il Gran Privilegio, che riversava alle città del potere che era stato loro sottratto da suo padre e da suo nonno ancor prima, il duca Filippo il Buono, e si confederarono tra di loro.
I Membri (rappresentanti) delle Fiandre ottennero anche ulteriori privilegi, ovvero di richiedere il loro consenso per un qualsiasi mutamento costituzionale a quella carta.
Nel frattempo, l'area ad ovest della Schelda (Fiandre Reali), assieme ad altre province dello Stato borgognone, vennero reclamate dalla Francia. Temendo un'invasione francese, le province dei Paesi Bassi riuscirono a raccogliere un esercito di 100 000 uomini per rimpiazzare de facto l'esercito ducale dove più di un terzo dei militari proveniva proprio dalle Fiandre.
Maria, alla ricerca di una pacificazione col potente vicino, venne coinvolta nei negoziati con Luigi XI per un possibile matrimonio col delfino Carlo (allora di soli 8 anni) ma la sua ambasceria si spinse oltre facendo delle richieste di concessioni territoriali alla corona francese.
La sera del 16 agosto 1477, Maria sposò invece Massimiliano d'Asburgo, figlio dell'imperatore Federico III del Sacro Romano Impero, a Gand.
Secondo l'accordo matrimoniale, questi avrebbe governato le terre borgognone assieme a Maria, giurando d rispettare i privilegi garantiti alle città ed ai villaggi locali. Negli anni successivi, venne combattuta una guerra contro la Francia che aveva mal digerito questo duro colpo nelle Fiandre, culminando nel 1479 nella Battaglia di Guinegate, una vittoria asburgica. Le truppe tedesche assieme alle altre straniere non vennero ben ricevute nelle Fiandre i cittadini di Gand si rivoltarono contro la loro presenza nel 1478.
Quando Maria morì a causa di un incidente a cavallo nel 1482, suo figlio di soli quattro anni, Filippo ereditò i possedimenti dei Paesi Bassi, peggiorando la crisi di successione nelle terre borgognone. Secondo i termini del Trattato di Arras (1482), Massimiliano venne costretto a cedere l'Artois e la Piccardia alla Francia, ma mantenne le Fiandre per sé, reclamandole come di spettanza in quanto tutore di Filippo. Nel contempo la Francia si pose a supportare il "particolarismo" fiammingo contro i borgognoni/asburgici.

## La prima rivolta
Molte città fiamminghe temevano la tutela di Massimiliano su Filippo perché vedevano un crescere della centralizzazione del potere combinato nelle terre asburgiche. Gand era la principale oppositrice dell'arciduca e giunse a coniare una propria moneta in nome di Filippo, un atto che si trovò "pericolosamente vicino ad una dichiarazione d'indipendenza unilaterale" dal momento che l'unificazione monetaria era da sempre uno dei punti vitali della prosperità delle terre borgognone. Il 5 giugno 1483, le città fiamminghe costituirono dei propri consigli di reggenza per il giovane principe.
Filippo era a Bruges, nelle mani dei ribelli, e Massimiliano tentò di negoziare il suo rilascio, offrendosi di licenziare i membri della sua corte che non fossero stati di gradimento ai fiamminghi. Tumulti simultanei nei principati episcopali di Liegi (per l'assassinio di Luigi di Borbone, vescovo di Liegi ad opera di Guglielmo I de La Marck) e di Utrecht (per lo scoppio della Seconda guerra civile di Utrecht, che coinvolse il vescovo borgognone di Utrecht), costrinsero l'arciduca a non intervenire sino al 1484. Le sue relazioni con le Fiandre si deteriorarono quando i cavalieri del Toson d'oro lo deposero da capo dell'ordine stesso a Dendermonde, e Bruges si rifiutò di ammettere l'arciduca in città se accompagnato da più di una dozzina di persone, mentre il comandante delle armate fiamminghe si autoproclamò luogotenente generale in nome di Filippo il Bello.
Le Fiandre tentarono di stringere un'alleanza col vicino Ducato di Brabante, ma questa non ebbe successo. Nel novembre del 1484, Massimiliano convocò gli Stati Generali; le Fiandre non vi presero parte, ma le altre province dei Paesi Bassi borgognoni diedero il loro supporto all'arciduca per la loro naturale opposizione alle città fiamminghe (in particolare, Bruges e Gand avevano tentato di bloccare le vie commerciali di Anversa). Per contro, le città e la nobiltà del Brabante si schierarono al fianco degli Asburgo. In Francia, Luigi XI era morto ed il nuovo re Carlo VIII era ancora minorenne. Il suo consiglio di reggenza ritirò le sue armate malgrado la promessa francese di sostenere le Fiandre, ed anzi la Francia abbandonò completamente le province con un atto formale del Parlamento di Parigi, rinunciando ad ogni pretesa su di esse.
Il 1485 vide guerra aperta tra il principe asburgico e le Fiandre. Nel gennaio di quell'anno l'armata di Massimiliano prese Oudenaarde e successivamente sconfisse le forze nemiche a Gand. Quando però un ammutinamento scoppiò tra le armate arciducali, venne costretto a ritirarsi; le truppe francesi guidate da Philippe de Crèvecœur d'Esquerdes entrarono quindi in città. I francesi, ad ogni modo, vennero presto costretti dagli stessi fiamminghi a tornare a Tournai da dove erano partiti.
L'estate successiva, dapprima Bruges e poi Ghent videro un vero e proprio colpo di Stato in favore di Massimiliano. Il 21 giugno Bruges si arrese, riconoscendo Massimiliano I come proprio 
mambourg (protettore, titolo precedentemente già concesso ai duchi di Borgogna) seguito da riconoscimenti simili da parte di Gand la settimana successiva. Filippo il Bello venne restituito a suo padre il 6 luglio. L'arciduca concluse un trattato con Gand e Bruges, confermando i privilegi delle città, ma ben presto revocandoli: il 22 luglio si vendicò di Gand facendo giustiziare 33 ribelli e bandendo altri cittadini che avevano collaborato alla rivolta ed una commissione apposita si preoccupò di rivedere i privilegi concessi alle città.

## La seconda rivolta
Con i ribelli dei Paesi Bassi soggiogati, Massimiliano rivolse ancora una volta la propria attenzione alla Francia e reclamò nuove tasse nei Paesi Bassi meridionali per finanziare le sue campagne militari. Comparato al periodo di co-reggenza di Massimiliano e Maria, le tasse richieste alle Fiandre erano raddoppiate nel 1487, mentre il signoraggio sulle monete d'argento era stato elevato a 120 groats per marco (effettivamente il 12% in più rispetto al periodo di Filippo il Buono). L'inflazione era cresciuta velocemente, con un rialzo dei prezzi del cibo, in alcuni casi raddoppiati; a peggiorare il tutto, epidemie decimavano la popolazione.
La pressione economica e la pesante tassazione, combinate col fallimento della campagna militare contro la Francia, portò allo scoppio di una seconda rivolta a Gand nel novembre del 1487, guidata, come nella precedente volta, dalla gilda dei tessitori. Da Bruges, Massimiliano, ora Re dei Romani, negoziò con Gand il mese successivo. ma quando tentò di accerchiare la città con le proprie truppe nel gennaio dell'anno successivo, le gilde di Bruges decisero di aderire alla rivolta, dando pubblicità alle richieste dei ribelli (ad esempio diffondendo le notizie dei saccheggi delle truppe asburgiche nel territorio). Proibirono a Massimiliano di lasciare la città, e nel febbraio di quell'anno addirittura lo imprigionarono dopo aver installato dei nuovi ufficiali municipali leali a Filippo, giustiziando uno dei ministri di Massimiliano.
Sia il papato che il Sacro Romano Impero decisero a questo punto di intervenire nel conflitto. Il papa scomunicò i ribelli (tramite l'arcivescovo di Colonia) ed il padre di Massimiliano, Federico III, levò un esercito di 20000 uomini che raggiunsero le Fiandre passando per il Brabante nell'aprile del 1488.
Nel mese successivo, Massimiliano raggiunse un accordo coi suoi aguzzini. Egli avrebbe rinunciato al titolo di "conte delle Fiandre", lasciando il controllo delle province nelle mani di un governo simile a quello esistente a prima del 1482, il tutto in cambio di un tributo annuale. Poco dopo aver lasciato la città, egli ruppe però l'accordo, citando i suoi diritti feudali come signore locale ed il giuramento verso suo padre l'imperatore, dando così precedenza a ciò che il suo ruolo gli imponeva.
Il comandante militare di Massimiliano Filippo di Kleve-Ravenstein si era offerto come ostaggio presso i ribelli al posto del suo signore, ma successivamente egli stesso aderì alla rivolta, fatto che venne considerato un tradimento da Massimiliano. L'ex Ammiraglio delle Fiandre divenne il comandante dell'esercito ribelle e "terrorizzò il mare" utilizzando Sluis come base navale. Le città brabantine tra cui Bruxelles e Lovanio aderirono alla rivolta, come il partito degli Hoeken e Kabeljauwen in Olanda.
Anversa ancora una volta scelse di schierarsi con gli Asburgo, levando un esercito mercenario di 1400 uomini di cui 400 cavalieri.
La seconda rivolta fiamminga venne schiacciata nel 1492 dall'esercito di Federico III, sostenuto dal Regno d'Inghilterra. I tedeschi bloccarono il commercio di Bruges ed i suoi porti, supportati via mare dalla flotta alla guida dell'ammiraglio inglese Edward Poynings, paralizzò il commercio della città. Le città fiamminghe vennero costrette ad accettare Massimiliano come reggente.

## Risultato

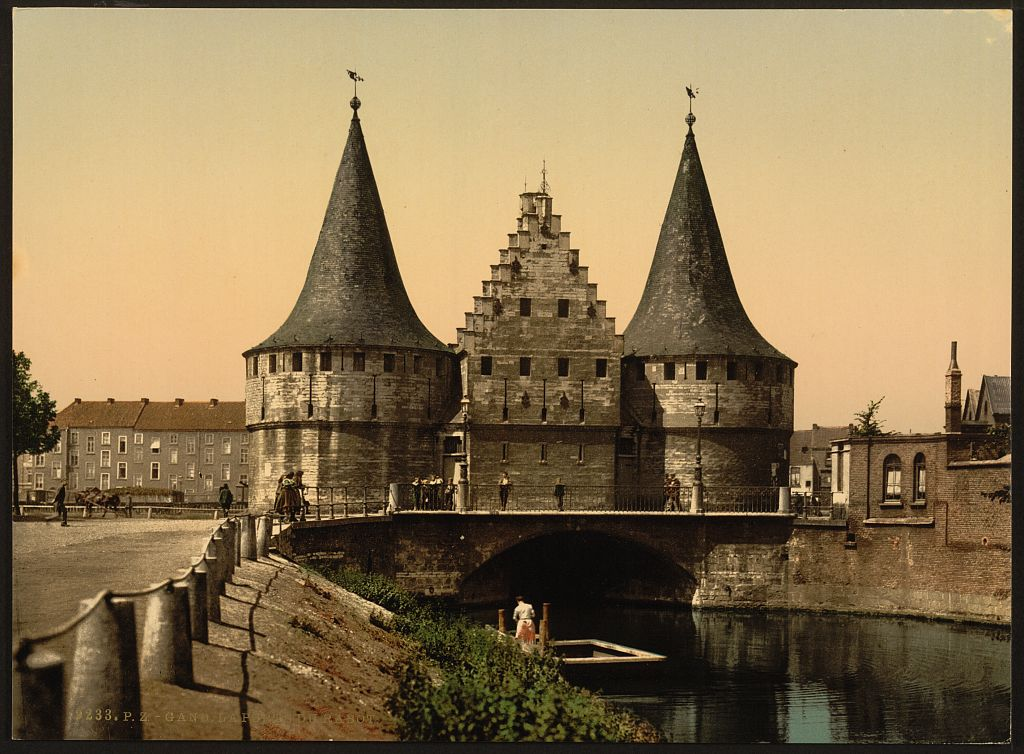
Il Rabot di Gand: monumento della città alla vittoria sulle armate di Federico III che la assediarono nel 1488.

Nel Trattato di Senlis (1493), il nuovo re di Francia Carlo VIII cedette l'Artois e la Contea di Saint-Pol oltre a rinunciare alle sue pretese sulle Fiandre; tutti questi territori divennero parte del Sacro Romano Impero di cui Massimiliano divenne imperatore nell'agosto di quello steso anno. L'anno successivo, 1494, concesse formalmente il governo dei Paesi Bassi al figlio Filippo,
che aveva dato prova di essere particolarmente popolare presso i nobili dei Paesi Bassi.
Gran parte delle Fiandre rimase nelle mani degli Asburgo sino al 1794 (ad eccezione delle Fiandre zelandesi. Vedi Paesi Bassi spagnoli e Paesi Bassi austriaci).
Una delle conseguenze di queste rivolte fu l'ascesa di Anversa come potenza economica a spese di Bruges. Anversa (come del resto Amsterdam) aveva garantito il proprio supporto a Federico III contro i ribelli per i molti privilegi ricevuti da Massimiliano I, e conobbe una vera e propria "età dell'oro" sino alla Rivolta olandese alla fine del XVI secolo.